# کلیفورد گری (ورزشکار بابسلد)
کلیفورد گری (انگلیسی: Clifford Gray; ۲۹ ژانویهٔ ۱۸۹۲ – ۹ نوامبر ۱۹۶۹) ورزشکار بابسلد اهل ایالات متحده آمریکا بود. گری در شیکاگو از پدری انگلیسی و مادری آمریکایی متولد شد. او برادرزاده ژنرال هنری تی آلن بود.  او در آکادمی لیک فارست و سپس دانشگاه کرنل تحصیل کرد. از افتخارات وی می‌توان به کسب مدال طلا در بازی‌های المپیک زمستانی ۱۹۲۸ و بازی‌های المپیک زمستانی ۱۹۳۲ اشاره کرد. وی در سال 1968 در نزدیکی سن دیه گو درگذشت .